# Emerging Infectious Diseases
Emerging Infectious Diseases (EID) – wzajemnie weryfikowany periodyk z otwartym dostępem publikowany przez agencję rządu federalnego Stanów Zjednoczonych, Centers for Disease Control and Prevention (CDC). EID jest w domenie publicznej. Publikacja obejmuje globalne przypadki nowych i powracających chorób zakaźnych, pokładając szczególny nacisk na występowanie, profilaktykę, kontrolę oraz eliminowanie chorób.
Według Journal Citation Reports w 2017 roku wskaźnik cytowań periodyku wyniósł 7,42, co przełożyło się na 1. miejsce wśród czasopism z otwartym dostępem o chorobach zakaźnych, oraz 4. miejsce pośród 88 objętych w rankingu periodyków o chorobach zakaźnych. Według Google Scholar w 2018 roku wskaźnik Hirscha (h5-index) dla EID wyniósł 86, co było 2. wynikiem w kategorii epidemiologicznej, a w kategorii chorób zakaźnych – 3.